# 方肯堂
方肯堂（1526年—？），字子升，號海韋，廣東廣州府南海縣民籍番禺縣人，明朝政治人物。

## 生平
嘉靖十九年（1540年）庚子科廣東鄉試第十五名舉人。隆慶五年（1571年）中式辛未科會試第一百四十一名，三甲第二百五十五名進士。工部觀政，授湖广慈利县知县，萬曆元年（1573年）调江西庐陵县，五年升南兵部主事，升员外郎，七年升郎中，九年出为楚王府長史，寻以病乞休归。

## 家族
曾祖方仁貴；祖父方直；父方紹魁，知縣。母曹氏。永感下。弟方肯構；方亮工，同科進士；方肯穫。